# Stetternich

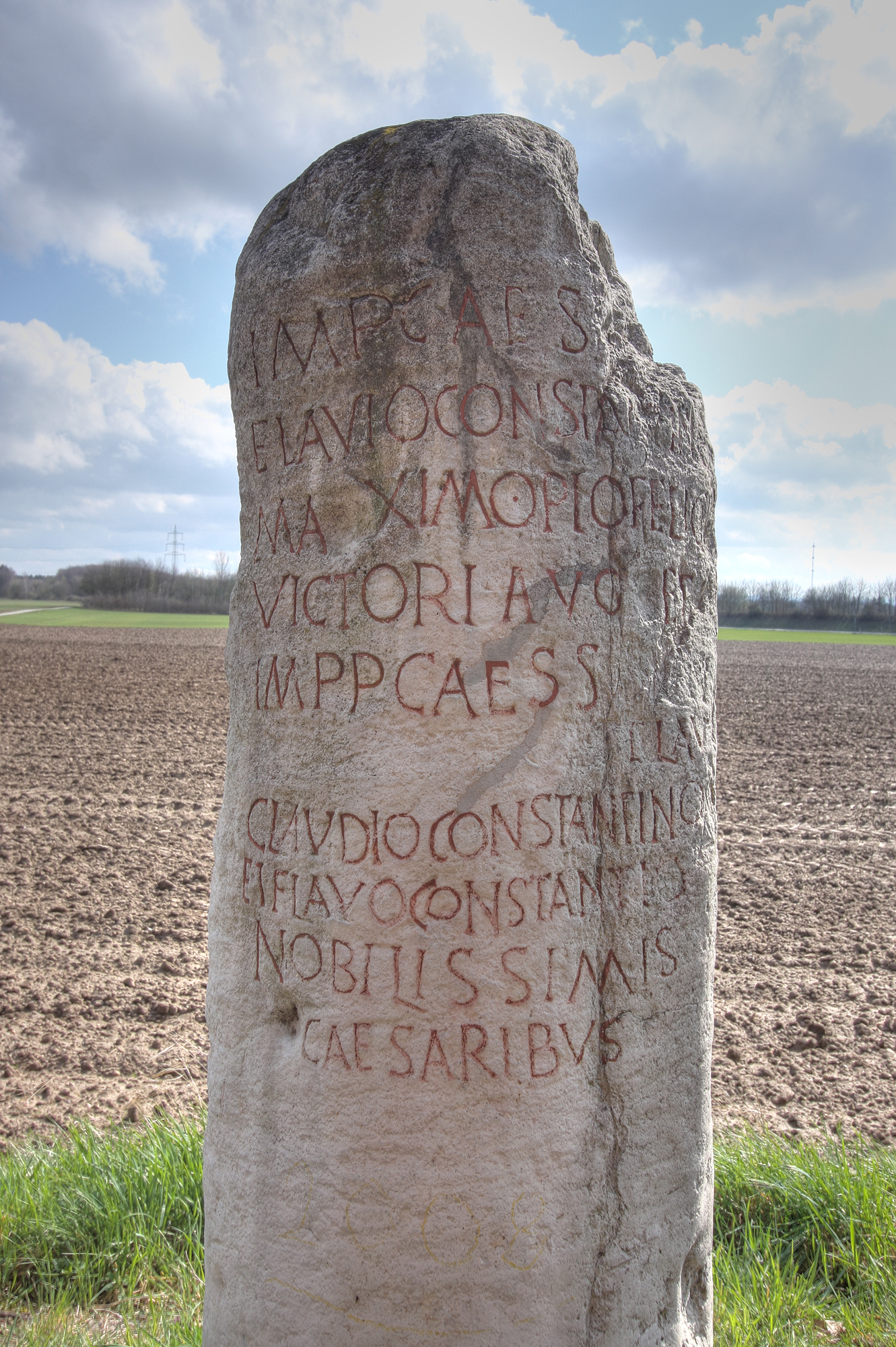
Kopie eines römischen Meilensteins mit einer Inschrift für den Kaiser Konstantin und seine Söhne aus dem Jahr 325/326. Auf dem Stein wird eine Entfernung von XVI Leguae (35,5 km) angegeben.

Stetternich ist ein Stadtteil von Jülich im Kreis Düren, Nordrhein-Westfalen.

## Lage
Stetternich liegt in der Jülich-Zülpicher Börde westlich der Sophienhöhe. Im Norden und Osten wird der Ort vom Lindenberger Wald umgeben. Im Süden und Westen verlaufen der Mühlengraben und der  Ellebach. Etwa 1 km südlich von Stetternich im Selgenbusch liegt das Forschungszentrum Jülich. Nachbarorte sind Hambach im Süden, im Nordwesten Jülich und Lich-Steinstraß sowie im Norden Welldorf. Direkt am nördlichen Ortsrand verläuft die Bundesstraße 55, die alte römische Via Belgica.

## Geschichte
Stetternich war ursprünglich eine römische Siedlung am Abzweig der früheren Straße nach Düren von der Römerstraße. Am 1. Januar 1972 wurde Stetternich durch das Aachen-Gesetz zum Stadtteil von Jülich.

## Bildung
Im Ort gibt es den Kindergarten „St. Martin“.

## Bauwerke
Die Pfarre Kirche St. Martinus wurde erstmals im 13. Jahrhundert erwähnt. Auf den Resten einer Vorgängerkirche aus dem 12. Jahrhundert wurde 1716 der Turm der jetzigen Kirche errichtet. 1803/04 wurde nach einem Brand der jetzige Kirchenbau angefügt, der 1936 noch erweitert und im Zweiten Weltkrieg stark beschädigt wurde. Die Pfarrkirche ist St. Martin geweiht.
Die Burg Lindenberg ist eine Wasserburg zwischen dem Ellebach und dem Mühlengraben. Sie wurde vermutlich schon im 12. Jahrhundert gegründet.
Das Gut Wolfshoven ist ein vierflügeliger Gutshof mit einem klassizistischen Herrenhaus aus dem Jahr 1858.
Der Wasserturm Stetternich wurde 1957 neu gebaut.

## Verkehr
Den Öffentlichen Personennahverkehr stellt Rurtalbus durch zwei in den Aachener Verkehrsverbund (AVV) integrierte Buslinien sicher: Die Linie 238 verkehrt täglich zwischen Jülich und Düren über Niederzier, darüber hinaus bedient die Linie 284 an Werktagen die Strecke Jülich – Jackerath. Bis zum 31. Dezember 2019 wurden diese Buslinien vom BVR Busverkehr Rheinland betrieben. Außerdem gibt es für die Schwachlastzeiten ein Anruf-Sammeltaxi.
| Linie | Verlauf |
| ----- | --- |
| 238   | Düren Bf/ZOB – StadtCenter – Arnoldsweiler – Ellen – Oberzier – Niederzier (– Berg) – Hambach – Stetternich – Jülich Bf/ZOB – Jülich Neues Rathaus – Walramplatz |
| 284   | (Jülich Schulzentrum – Walramplatz – Neues Rathaus →) Jülich Bf/ZOB – Stetternich – Welldorf – Güsten – Höllen – Rödingen – Kalrath – Ameln – Titz – (Opherten – Mündt –) Jackerath |
| AST   | AnrufSammelTaxi: Mo–Fr abends, Sa nachmittags/abends, So Jülich Bf/ZOB – Jülich Innenstadt – Lich-Steinstraß / Stetternich – Pattern / Welldorf – Mersch / Serrest / Güsten – Hompesch / Sevenich / Höllen – Müntz / Spiel / Rödingen / Bettenhoven – Ameln / Hasselsweiler / Ralshoven – Gevelsdorf / Kalrath – Titz – Mündt / Opherten – Jackerath |

## Vereine
- Theater- und Gesangsverein Gesellschaft Frohsinn Stetternich 1880 e. V.
- Musikverein Tambourcorps Stetternich 1924 e. V.
- Sportverein SC Stetternich 08
- Sportverein TVS 1975 e. V. - Tennisvereinigung Stetternich
- Sportverein Tischtennisfreunde Stetternich 1981 e. V.
- Maigesellschaft Stetternich 1836 e. V.
- Karnevalsgesellschaft Schanzeremmele Stetternich 1948 e. V.
- Schützenverein St.-Sebastianus Bruderschaft Stetternich
- Mal-Kasten, Malschule
- Freiwillige Feuerwehr Jülich, Löschgruppe Stetternich 1938

## Sonstiges
- Im Forsthaus Stetternich ist der Sitz des Forstbetriebsbezirks Jülich des ehemaligen Forstamtes Eschweiler. Heute gehört der Bereich zum Landesbetrieb Wald und Holz NRW mit Sitz in Nettersheim.
- Östlich des Ortes in Richtung Sophienhöhe ist eine Sammlung von Meilen- und Kilometersteinen aus verschiedenen Epochen zu sehen sowie ein Stück der alten Römerstraße.